# Gran rombicosidodecàedre no convex
En geometria, el gran rombicosidodecàedre no convex és un políedre uniforme no convex indexat com a U67. També se l'anomena quasirombicosidodecàedre. Té un símbol de Schläfli t0,2{5/3,3}. La seva figura de vèrtex és un quadrilàter creuat.
Aquest model comparteix nom amb el gran rombicosidodecàedre convex, també conegut com a icosidodecàedre truncat.

## Coordenades cartesianes
Les coordenades cartesianes dels vèrtex del gran rombicosidodecàedre no convex són totes les permutacions parells de
(±1/τ², 0, ±(2−1/τ))
(±1, ±1/τ3, ±1)
(±1/τ, ±1/τ², ±2/τ)
on τ = (1+√5)/2 és la raó àuria (de vegades denotada per φ).